# Beta-karbolin
Beta-karbolin (také β-karbolin, systematický název 9H-pyrido[3,4-b]indol) je organická sloučenina patřící mezi dusíkaté heterocykly. Je základní stavební jednotkou indolových alkaloidů nazývaných β-karboliny.

## Farmakologické vlastnosti
β-Karbolinové alkaloidy se vyskytují v mnoha rostlinách i živočiších a často fungují jako inverzní agonisté GABAA. U liány Banisteriopsis caapi β-karboliny harmin, harmalin a tetrahydroharmin významně ovlivňují farmakologické vlastnosti ayahuascy tím, že reverzní inhibicí monoaminoxidázy zabraňují rozkladu dimethyltryptaminu, čímž vyvolávají psychoaktivní účinky. Některé β-karboliny, jako jsou tryptolin a pinolin, se mohou přirozeně tvořit v lidském těle. Pinolin pravděpodobně společně s melatoninem ovlivňuje cirkadiánní rytmus.[zdroj?] β-karbolin je inverzním agonistou GABAA benzodiazepinového receptoru a má tak konvulzivní a anxiogenní účinky a zlepšuje paměť. 3-hydroxymethyl-beta-karbolin blokuje hypnotické účinky flurazepamu u hlodavců; tento jeho účinek závisí na dávce. 9-methyl-β-karboliny při vystavení ultrafialovému záření vyvolávají poškození DNA.

## Struktura
Beta-karbolin patří mezi indolové alkaloidy, molekula se skládá z pyridinového kruhu zkondenzovaného s indolovou strukturou. Struktura β-karbolinu je podobná jako u tryptaminu, navíc je zde ethylaminový řetězec, který dalším atomem uhlíku propojuje obě části a vytváří tricyklickou molekulu. Biosyntéza β-karbolinů pravděpodobně vychází z podobných tryptaminů. Míra nasycení na třetím kruhu se může lišit, to je níže zobrazeno červeným a modrým obarvením možných dvojných vazeb:

## Příklady beta-karbolinů
Některé významné β-karboliny jsou uvedeny v následující tabulce:
| Název               |   |   | R1  | R6   | R7   | R9  | Structure           |
| ------------------- | - | - | --- | ---- | ---- | --- | ------------------- |
| β-karbolin          | × | × | H   | H    | H    | H   | β-karbolin          |
| Tryptolin           |   |   | H   | H    | H    | H   | Tryptolin           |
| Pinolin             |   |   | H   | OCH3 | H    | H   | Pinolin             |
| Harman              | × | × | CH3 | H    | H    | H   | Harman              |
| Harmin              | × | × | CH3 | H    | OCH3 | H   | Harmin              |
| Harmalin            | × |   | CH3 | H    | OCH3 | H   | Harmalin            |
| Tetrahydroharmin    |   |   | CH3 | H    | OCH3 | H   | Tetrahydroharmin    |
| 9-Methyl-β-karbolin | × | × | H   | H    | H    | CH3 | 9-methyl-β-karbolin |

## Výskyt
Je známo 64 různých β-karbolinových alkaloidů obsažených v rostlinách. Suchá semena harmaly stepní (Peganum harmala) obsahují 0,16 až 5,9 % β-karbolinových alkaloidů.
V důsledku přítomnosti β-karbolinů v kutikule některých štírů jejich pokožka po vystavení určitým vlnovým délkám z ultrafialové oblasti fluoreskuje. Skupina β-karbolinů nazývaná eudistominy se vyskytuje u sumek, jako jsou například Ritterella sigillinoides, Lissoclinum fragile a Pseudodistoma aureum.
β-karboliny podporují tvorbu sekundárních metabolitů u půdních bakterií rodu “Streptomyces”. Vznik sekundárních metabolitů ovlivňují řízením exprese biosyntetických genů vazbou na ATP-vazebné regulátory skupiny LuxR.